# Пастерельоз
Пастерельоз (лат. Pasteurellosis) — інфекційна хвороба свійських і диких тварин, що характеризується, при гострому перебігу, ознаками септицемії і геморагічного діатезу, при хронічному — крупозною або катаральною пневмонією. Збудником хвороби є бактерія Pasteurella multocida, рідше — Pasteurella haemolytica, що мають вигляд нерухомих паличок розміром 1,5-0,25 мкм.

## Епізоотологія
До пастерильозу сприйнятливі всі види свійських та більшість видів диких ссавців, а також птахи. Відносну стійкість виявляють м'ясоїдні тварини та коні. Як самостійне захворювання пастерельоз у цих тварин спостерігається рідко, але може спостерігатися у вигляді вторинної інфекції, наприклад, при грипі коней, чумі собак. Бактерії патогенні і для людини. Джерелом збудника інфекції є хворі і перехворілі тварини — носії пастерел. Носіями хвороби можуть стати і клінічно здорові тварини. Локалізуються пастерели у дихальних шляхах, носових ходах, трахеї, легенях. Появі та поширенню пастерельозу сприяють різні порушення ветеринарно-санітарних правил утримання та годівлі тварин. При цьому несприятливі умови існування тварин часто відіграють вирішальну роль у виникненні і поширенні. Спалахи інфекції частіше спостерігаються в прохолодну та дощову пору року. З організму інфікованих тварин пастерели виділяються з фекаліями, слиною, видихуваним повітрям, носовим слизом.

## Патогенез
При гострому перебігу хвороби у місцях первинної локалізації (слизова оболонка кишок, верхні дихальні шляхи) пастерели швидко розмножуються, проникають у лімфатичну та кровоносну системи, спричинюють септицемію. Під впливом токсинів збудника ушкоджуються стінки капілярів, що зумовлює утворення великих інфільтратів у підшкірній та міжм'язовій клітковині, виникнення явищ геморагічного діатезу, набряк легень і гіпоксію.
При підгострому й хронічному перебігу хвороби розмноження пастерел у крові і розвитку септицемії не відбувається. Утворення токсичних продуктів у місцях локалізації збудника спричинює запально-некротичні та дистрофічні процеси в різних паренхіматозних органах, суглобах, молочній залозі, накопичення серозно-фібринозного ексудату в порожнинах і сухожилкових піхвах, недокрів'я і кахексію. У тварин-носіїв під впливом провокувальних факторів можливий перехід хвороби в клінічно виражену стадію.

## Перебіг хвороби

### ВРХ
Інкубаційний період триває від кількох годин до 5-14 діб. Перебіг хвороби — надгострий, гострий, підгострий і хронічний. У великої рогатої худоби і буйволів розрізняють септичну, набрякову, грудну і кишкову форми хвороби.
При надгострому перебігу проявляється септична форма, при якій спостерігається підвищення температури тіла до 41-42 °С, тяжкі розлади серцевої діяльності, гострий гастроентерит, інколи кров'яний пронос. Через 6-12 год від початку хвороби настає загибель тварини. Іноді спостерігається раптова смерть тварини без прояву клінічних ознак. При гострому перебігу проявляється кишкова, грудна і набрякова форми хвороби. Спостерігається гарячка (41,2 — 42,0 °С), сильне пригнічення, відмова від корму. При кишковій формі спостерігається пронос з домішками слизу та фібрину, іноді крові, спрага, слабкість, анемічність слизових оболонок, швидко прогресує загальне виснаження. При грудній формі виявляються ознаки гострої плевропневмонії — гарячка, прискорення дихання й пульсу, сильний кашель, серозно-гнійні виділення з носа. У разі розвитку плевриту відмічається болісність під час пальпації в міжреберних ділянках, задишка. Набрякову форму визначають за появою та швидким поширенням болючих запальних набряків у підшкірній клітковині і м'язовій сполучній тканині в ділянці голови, шиї, міжщелепового простору, підгруддя, інколи на кінцівках та статевих органах. Дихання й ковтання значно утруднені. У корів припиняється молоковиділення. Упродовж 1-2 діб настає смерть. Підгострий перебіг триває від 5 до 14 діб і характеризується симптомами крупозної пневмонії (грудна форма хвороби). У тварин крім пропасниці виявляється сухий болючий кашель, серозно- пінисті, а потім слизисто-гнійні виділення з носа, кон'юнктивіт, болючість у ділянці грудної клітки. Інколи в молодняку розвивається ентерит з кривавим проносом. Хронічний перебіг хвороби супроводжується виснаженням, пневмонією, діареєю, опуханням суглобів. Хвороба триває декілька тижнів і навіть місяців, часто закінчується загибеллю тварин. У телят пастерельоз реєструється в перші дні життя, характеризується швидкоплинністю хвороби. Інкубаційний період триває 1-2 доби. Спостерігається раптова гарячка, сильна пригніченість, частий напружений пульс, прискорене дихання, іноді кривавий пронос. Упродовж перших 2 діб настає смерть. Ураження органів дихання буває дуже рідко, переважно у телят старшого віку або в стаціонарно неблагополучних щодо пастерельозу господарствах.

### ДРХ
З дрібної рогатої худоби пастерельоз спостерігається переважно у ягнят і молодих овець. Старі вівці хворіють на пастерельоз рідко.
Характеризується утворенням набряків у підшкірній клітковині передньої частини тулуба та фібринозною плевропневмонією. Ягнята гинуть на 2-5-ту добу від початку хвороби.

### Свині
У свиней пастерельоз може виявлятися у вигляді геморагічної септицемії або вторинної інфекції при чумі, бешисі, хворобі Ауєскі, лептоспірозі. Геморагічна септицемія може мати надгострий, гострий та хронічний перебіг. Надгострий перебіг супроводжується гарячкою (41 — 42 °С), сильним пригніченням, спрагою, відмовою від кормів. У ділянці між-щелепового простору, шиї, за вухами, на череві з'являються набряки, почервоніння та ціаноз шкіри. Хворі свині гинуть упродовж 1-2 діб. При гострому перебігу крім пропасниці розвивається крупозна пневмонія, застійна гіперемія шкіри в ділянці вух, черева, кінцівок. Відмічається болісний кашель, утруднене дихання, ціаноз слизових оболонок. Хворі тварини гинуть на 3-8-му добу з ознаками асфіксії. Підгострий перебіг характеризується фібринозною плевропневмонією, спостерігаються слизисто-гнійні виділення з носа, болючий кашель, труднощі під час дихання, ціаноз слизових оболонок, кон'юнктивіт, сильне пригнічення. Загибель тварини настає на 3-8-му добу хвороби. Хронічний перебіг триває 3-7 тижнів, характеризується явищами пневмонії, періодичною гарячкою, кашлем, слабкістю, виснаженням, інколи опуханням суглобів. Здебільшого хворі свині через 1,5-2 міс гинуть.

### Кролі
У кролів перебіг хвороби частіше хронічний або підгострий, рідко гострий. Гострий перебіг спостерігається на початку ензоотії і характеризується раптовою загибеллю тварин. Підгострий перебіг часто настає внаслідок загострення хронічної форми, проявляється підвищенням температури тіла, пригніченням, чханням, інколи проносом. Загибель кролів настає протягом перших 2 діб хвороби. Хронічний перебіг хвороби спостерігається у стаціонарно неблагополучних господарствах, супроводжується ринітом з серозно-гнійними виділеннями, а також, кон'юнктивітами. Хвороба часто ускладнюється пневмонією, інколи отитами, енцефалітом, утворенням у підшкірній клітковині та внутрішніх органах гнійних абсцесів.

### Птиця
Для птиці при надгострому перебігу пастерельозу характерна раптова загибель. При гострому перебігу спостерігається підвищення температури до 42-43 °С, пригнічення, утруднене та прискорене дихання, посиніння гребеня й сережок, втрата апетиту, спрага, домішки крові в розріджених фекаліях. Хвора птиця гине впродовж 1-3 діб. При хронічному перебігу пастерельозу розвиваються риніт, синусит, опухання суглобів, сережок, з'являється кульгавість.

### Людина
У людей хвороба виникає вкрай рідко, в світі з середини XX століття описано трохи більше 400 випадків. Частіше хворіють люди віком понад 40 років. У людини пастерельоз може виникнути (хоча це відбувається рідко в імунокомпетентних пацієнтів) за допомогою контактного механізму передачі інфекції внаслідок укусу або подряпин, нанесених кішками і собаками, які, будучи носіями, містять збудник у слині. Передача збудника інфекції від тварини до людини зрідка можлива через аерогенний та оральний механізми передачі інфекції. Обговорюється можливість інфікування від хворої людини.

## Лікування
Основними лікарськими препаратами при лікуванні захворювання у людей є пеніцилін і тетрациклін, курс і доза лікування якими визначається в залежності від перебігу хвороби.